# Veronique Efomi
Veronique Efomi (Kinshasa, 10 mei 1990) is een Nederlands dichteres, schrijfster en songwriter. Ze heeft drie albums uitgebracht en één boek.

## Biografie
Efomi is geboren in Congo. Op driejarige leeftijd moest zij met haar moeder het land ontvluchten en kwam in Nederland terecht. Ze groeide op in Dieren.
In 2015 maakte Efomi haar debuut als spokenwordartieste. In 2019 werd zij benoemd tot een van de Makers van Arnhem.
De poëzie van Efomi wordt veelal omschreven als een mengelmoes van vrije vers, ballade en sestina die worden samengevoegd tot performancepoëzie. De muziek die de literatuur ondersteunt, kenmerkt zich door genres als neoklassieke synthwave met artpopinvloeden. Daarnaast zijn prekoloniale Congolese muziekstromingen als etnische folk muziek en Congolese soukous duidelijk hoorbaar.
In 2020 kwam haar eerste album De Laatste Parel uit, bestaande uit 7 nummers. Veronique werd vervolgens gekozen als dichterskeuze door Babs Gons die genomineerd was voor De Johnny van Prijs De Poëzie in 2021.
In 2021 schreef ze haar eerste boek Rijker Dan De Koning en een jaar later bracht ze de videoclip Met Armen Zo Wijd uit.
Haar tweede audio-gedichtenbundel Gekregen Adem verscheen op 20 februari 2023 met een totaal van 15 gedichten, met muziek van Bram de Gruijter. Op 14 april 2023 speelde ze de gelijknamige premièreshow in Musis & Stadstheater in Arnhem. Efomi werd datzelfde jaar nog genomineerd voor De Gelderse Bokaal van Het Cultuurfonds.
Haar derde album Herder bracht ze uit op 8 mei 2024.

### Televisie
Op 5 december 2023 maakte ze bij Omroep HUMAN haar tv-debuut met het werk Ik Had Er Niet Moeten Zijn onder begeleiding van Bram de Gruijter.